# Hemipsilichthys nudulus
Hemipsilichthys nudulus és una espècie de peix de la família dels loricàrids i de l'ordre dels siluriformes.

## Morfologia
Els mascles poden assolir els 3,4 cm de longitud total.

## Distribució geogràfica
Es troba al Brasil: sud de Santa Catarina i nord-est de Rio Grande do Sul.